# Radostin Stojczew

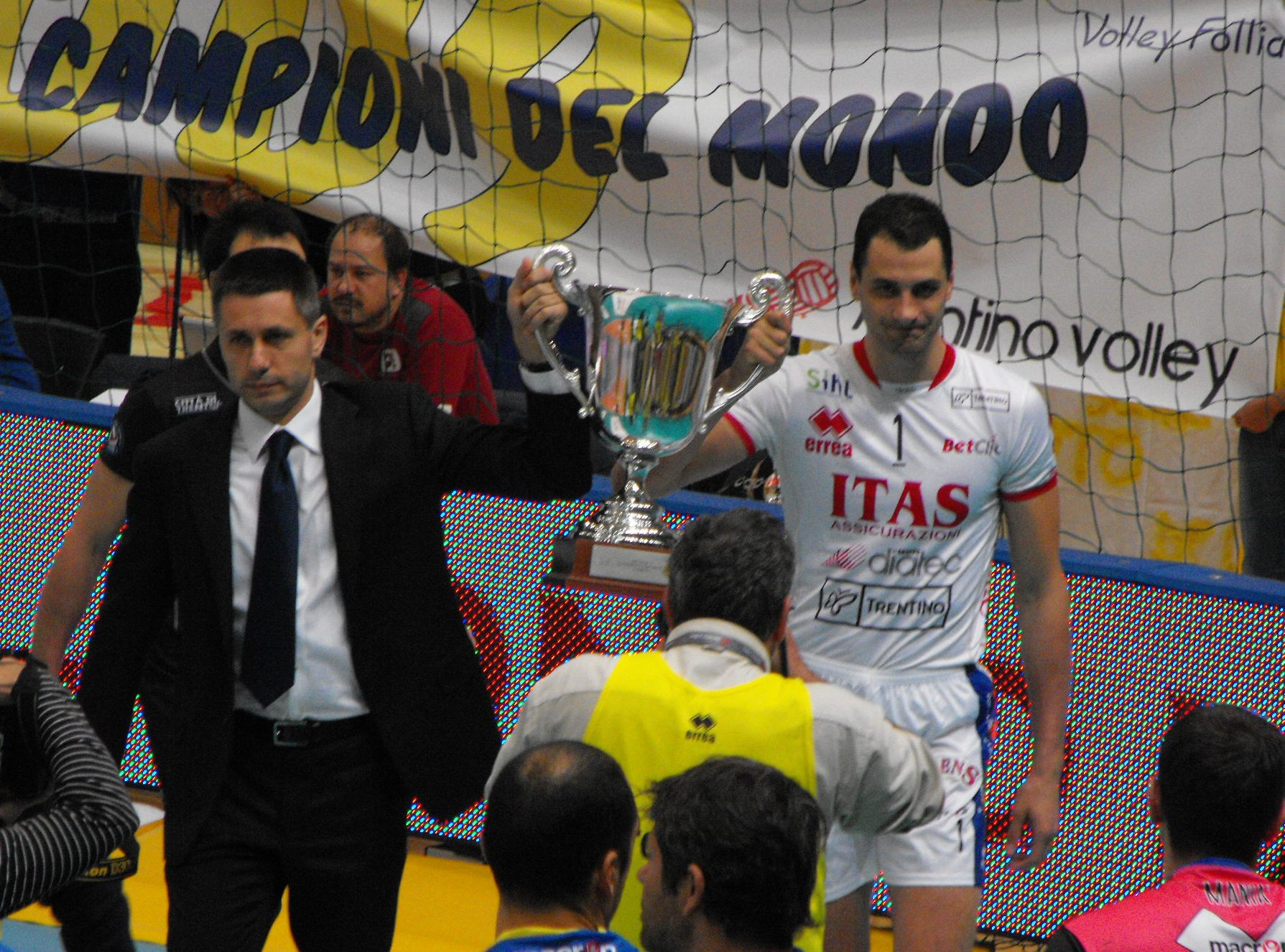
Radostin Stojczew i Matej Kazijski z pucharem wręczonym za zwycięstwo w Klubowych Mistrzostwach Świata 2009

Radostin Swetosławow Stojczew (bułg. Радостин Светославов Стойчев; ur. 25 września 1969 w Sofii) – bułgarski siatkarz i trener. Przez krótki czas był dyrektorem sportowym Stoczni Szczecin do grudnia 2018 roku.
11 czerwca 2012 roku zrezygnował z prowadzenia reprezentacji Bułgarii, mimo awansu na Igrzyska Olimpijskie w Londynie. Stojczew odszedł razem z Matejem Kazijskim. Cała sytuacja jest związana z zamieszaniem w Bułgarskim Związku Piłki Siatkowej, złym zarządzaniem środkami finansowymi i niewywiązywaniem się przez federację ze swoich zobowiązań wobec trenerów i zawodników.
29 czerwca 2018 roku został ogłoszony dyrektorem sportowym Stoczni Szczecin.

## Sukcesy zawodnicze

### klubowe
| Klub              | Osiągnięcie          | Trofeum        | Sezon/Rok                                 |
| CSKA Sofia        | Puchar Bułgarii      | złoto          | 1987/1988, 1989/1990                      |
| CSKA Sofia        | Mistrzostwo Bułgarii | złoto · srebro | 1987/1988, 1988/1989, 1989/1990 1991/1992 |
| Sławia Sofia      | Puchar Bułgarii      | złoto          | 1993/1994                                 |
| Sławia Sofia      | Mistrzostwo Bułgarii | brąz           | 1993/1994                                 |
| Donaucraft Wiedeń | Puchar Austrii       | złoto          | 1997/1998                                 |
| Donaucraft Wiedeń | Mistrzostwo Austrii  | złoto          | 1997/1998                                 |
| Tours VB          | Mistrzostwo Francji  | brąz           | 2000/2001                                 |

## Sukcesy trenerskie

### klubowe
| Klub                 | Osiągnięcie                | Trofeum               | Sezon/Rok                                                                  |
| Sławia Sofia         | Puchar Bułgarii            | złoto                 | 2004/2005                                                                  |
| Sławia Sofia         | Mistrzostwo Bułgarii       | brąz                  | 2004/2005                                                                  |
| Dinamo Moskwa        | Mistrzostwo Rosji          | złoto · srebro        | 2005/2006 2006/2007                                                        |
| Dinamo Moskwa        | Puchar Rosji               | złoto                 | 2006                                                                       |
| Dinamo Moskwa        | Liga Mistrzów              | brąz                  | 2006/2007                                                                  |
| Itas Diatec Trentino | Mistrzostwo Włoch          | złoto · srebro        | 2007/2008, 2010/2011, 2012/2013, 2014/2015 2008/2009, 2009/2010, 2011/2012 |
| Itas Diatec Trentino | Liga Mistrzów              | złoto · srebro · brąz | 2008/2009, 2009/2010, 2010/2011 2015/2016 2011/2012                        |
| Itas Diatec Trentino | Klubowe Mistrzostwa Świata | złoto                 | 2009, 2010, 2011, 2012                                                     |
| Itas Diatec Trentino | Puchar Włoch               | złoto                 | 2009/2010, 2011/2012, 2012/2013                                            |
| Itas Diatec Trentino | Superpuchar Włoch          | złoto                 | 2011                                                                       |
| Itas Diatec Trentino | Puchar CEV                 | srebro                | 2014/2015                                                                  |
| Halkbank Ankara      | Superpuchar Turcji         | złoto                 | 2013                                                                       |
| Halkbank Ankara      | Puchar Turcji              | złoto                 | 2013/2014                                                                  |
| Halkbank Ankara      | Liga Mistrzów              | srebro                | 2013/2014                                                                  |
| Halkbank Ankara      | Mistrzostwo Turcji         | złoto                 | 2013/2014                                                                  |